# Anguilla australis
Cá chình vây ngắn (tên khoa học Anguilla australis) là một trong 15 loài cá chình trong họ Cá chình nước ngọt. Loài cá này thường bắt gặp ở các hồ, đập và sông ven biển ở đông nam Úc, New Zealand và phần lớn Nam Thái Bình Dương, bao gồm Nouvelle-Calédonie, đảo Norfolk, đảo Lord Howe, Tahiti và Fiji.

## Mô tả

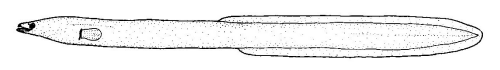
Vây lưng và vây hậu môn của cá chình vây ngắn có chiều dài tương tự nhau

Cơ thể của cá chính vây ngắn dài và giống như răng cưa, gần giống hình ống. Đầu nhỏ, với các hàm dài ra sau mắt hoặc xa hơn. Vây lưng (trên) và vây hậu môn (dưới) có chiều dài gần bằng nhau. Màu sắc thay đổi đáng kể từ cá thể này sang cá thể khác; màu xanh ô liu đậm là điển hình nhưng nó có thể nhạt hơn nhiều; vàng hoặc thậm chí (hiếm khi) hơi vàng. Loài cá này khi trưởng thành, chúng có thể đạt đến chiều dài khoảng 90 cm. Cá chình vây ngắn có thời gian phát triển điển hình đối với cá cái từ 15 đến 30 năm và đạt kích thước tối đa khoảng 1,1 m và 3 kg. Con đực có xu hướng phát triển chậm hơn và đạt kích thước nhỏ hơn khi trưởng thành.
Cá chình vây ngắn là loài có gonochoristic không biệt hóa. Điều này có nghĩa là giới tính của chúng được xác định từ một tuyến sinh dục chưa phân hóa. Sau đó, sự khác biệt hóa xảy ra và một cá thể có thể biến đổi trở thành đực hoặc cái, và điều này thường tương quan với kích thước (20,0–22,5 cm) mà không theo tuổi của chúng.

## Liên kế ngoài
- Anguilla australis (TSN 161133) tại Hệ thống Thông tin Phân loại Tích hợp (ITIS).
- Froese, Rainer and Pauly, Daniel, eds. (2005).
- Cá bản địa Úc: cá chình vây ngắn